# Estero Los Molles
El estero Los Molles es un breve curso de agua que fluye en la Región de Valparaíso con dirección general de este a oeste para desembocar en el océano.
No se debe confundir con el río Los Molles, un subafluente del río Limarí.

## Trayecto
El estero tiene como formativo principal a la quebrada de La Palmilla, de 5 km de longitud, que puede hacer de curso superior del estero Los Molles.
Por su izquierda el estero Los Molles recibe a los esteros El Tebo y el Chiñe.
El estero tiene una longitud de 14 km y drena un área de 51 km².: 298 
El estero Huaquén y el estero Los Molles pertenecen a las quebradas costeras ubicadas entre el río Quilimarí y el río Petorca.

## Caudal y régimen
El lecho del estero lleva agua solo en caso de intensas lluvias en la zona costera.: 298 

## Historia
Francisco Astaburuaga escribió en 1899 en su obra póstuma Diccionario geográfico de la República de Chile sobre la caleta:
Molles (Caleta de los).-—Situada en la costa del departamento de Petorca á unos 13 kilómetros al S. del puerto de Pichidangui. Es regularmente abrigada y propia para buques medianos. A su borde tiene un pequeño caserío. Próximo al NE. se levanta el cerro llamado Silla del Gobernador.

## Población, economía y ecología
El estero desemboca en el balneario de Los Molles. El humedal Estuario Los Molles está ubicado no lejos, pero al norte de su desembocadura, a orillas del estero Coiles